# Kanton Ajaccio-7
Ajaccio-7 is een voormalig kanton van het Franse departement Corse-du-Sud. Het kanton maakte deel uit van het arrondissement Ajaccio. Het werd opgeheven bij decreet van 24 februari 2014 met uitwerking op 22 maart 2015.

## Gemeenten
Het kanton Ajaccio-7 omvatte de volgende gemeenten:
- Afa
- Ajaccio (deels, hoofdplaats)
- Alata
- Appietto
- Bastelicaccia
- Villanova